# Перестройка в Казахстане
«Перестро́йка в Казахской ССР» — общее название, используемое для обозначения кардинальных перемен в экономической и политической структуре СССР, инициированных генеральным секретарём ЦК КПСС Михаилом Сергеевичем Горбачёвым в 1985 (де-факто 1987) — 1991 годах. В дальнейшем перестройка привела к потере управления страной из центра, экономическому кризису, распаду Советского союзного государства, получению независимости Казахстана.
Оценки результатов перестройки в обществе разнятся. Цели реформ были достигнуты лишь частично: произошла демократизация общества, внедрена гласность, отменена цензура, легализовано частное предпринимательство, достигнута разрядка в отношениях с Западом. В то же время в экономике СССР наступил спад, а с политической точки зрения итогами перестройки стал распад Советского Союза. В международной политике за годы перестройки СССР сдал значительную часть своих позиций и фактически потерпел поражение в «холодной войне».

## Декабрьские события
В декабре 1986 года после снятия казаха Динмухамеда Кунаева с должности первого секретаря Центрального комитета Коммунистической партии Казахстана и назначения на его место русского Геннадия Колбина в Алма-Ате произошли беспорядки. Демонстрации казахской молодёжи, которая выступала против Колбина (так как он не имел никакого отношения к Казахстану), были подавлены властями. Декабрьские события в Алма-Ате, известные также как Желтоксан (каз. Желтоқсан көтерілісі — «Декабрьские события») — выступления казахской молодёжи, произошедшие 17 — 18 декабря 1986 года в Алма-Ате, бывшей в то время столицей Казахской ССР, принявшие форму массовых протестов и народных восстаний против коммунистической власти. По официальной версии, волнения начались из-за решения Генерального секретаря ЦК КПСС М. С. Горбачёва о снятии с должности первого секретаря компартии Казахстана Динмухамеда Кунаева, и замене его на ранее никогда не работавшего в Казахстане Геннадия Колбина, первого секретаря Ульяновского обкома партии. Участники мирного митинга требовали назначить на должность главы республики представителя коренного населения. Позже волнения казахской молодёжи прошли и в других городах и регионах Казахстана.
Декабрьские события в Казахстане стали одним из первых в СССР массовых митингов против диктата центра, позже аналогичные события произошли и в других национальных республиках Советского Союза. Глубинной причиной конфликта было нарастание экономических трудностей советской системы.
В своих мемуарах Михаил Горбачёв позже признал кадровую ошибку с назначением Колбина в Казахстан:
Требовалось исправить ошибку, которую мы сделали с Колбиным. Это стало нашей первой крупной ошибкой в сфере межэтнических отношений, и я был решительно настроен не повторять ее. Мы все пришли к выводу, что казахи должны сами управлять своей республикой, и дали им право решать, кто станет их новым руководителем.

## Назначение местных кадров
Рассматривался ряд кандидатур, которые выдвигались на должность первого секретаря Центрального комитета Компартии Казахстана. И 22 июня 1989 года на эту должность был избран Нурсултан Назарбаев. Среди руководства ЦК КПСС были и оппоненты назначения Назарбаева, утверждающие, что «Назарбаев неудобный», способный выйти из подчинения и стать неуправляемым. Тогда Горбачев возразил им одной фразой: «Лучше один неудобный Назарбаев, чем весь неудобный Казахстан». В итоге, в результате закрытого, тайного голосования кандидатуру Назарбаева из 158 членов Центрального комитета поддержали 154.
Выступая на пленуме после избрания Назарбаев высказал своё мнение о политике перестройки:
Понимаю всю ответственность, возлагаемую на ЦК Компартии Казахстана и на меня в столь поворотный момент в истории нашей партии и республики.
С перестройкой люди связывают решение многих жизненно важных социально-экономических и общественно-политических проблем, в том числе и в области межнациональных отношений, которые в застойные времена приглушались или замалчивались. Насколько они сложны, показывают события последних лет. Но подходы к их решению уже определились. И теперь надо более активно осуществлять намеченное.

Моя позиция в этих вопросах вам всем известна. Она была ясно сформулирована в выступлении на I Съезде народных депутатов СССР. Я постарался выразить интересы казахстанцев, и это было общей платформой группы депутатов от нашей республики. Хочу заверить вас, что стану твердо проводить линию на претворение этой программы в жизнь. Считаю, что для первого руководителя республики интересы народа должны быть превыше всего.

## Обретение независимости
Экономическая политика СССР привела к множеству протестов, в том числе экономического характера. Забастовка шахтеров, начавшаяся в угольных центрах Донбасса и Кузбасса, перекинулась и на Караганду. Туда вылетели Нурсултан Назарбаев и министр угольной промышленности СССР Михаил Щадов и встретились с шахтёрами. В итоге шахтеры согласились с доводами Назарбаева и договорились об объявлении моратория на забастовки в течение года, чтобы в первую очередь выправить экономику.
На III Съезде народных депутатов, когда обсуждался вопрос об учреждении должности президента СССР, Назарбаев заявил, что Верховный Совет республики оставляет за собой право объявлять землю, ее богатства, воды, леса, другие природные ресурсы собственностью республики. Но предупредил, что никто не должен воспринимать его заявление как ультиматум.
Дипломат и политик Александр Дзасохов в своих воспоминаниях рассказывал, что осенью 1990 года Горбачёв попросил его отправиться в Алма-Ату и получить согласие Нурсултана Назарбаева занять пост вице-президента СССР. Горбачёв «обосновал свое намерение желанием иметь Назарбаева рядом с собой. Введение должности вице-президента Горбачев рассматривал тогда как один из ключевых шагов для укрепления системы государственного управления. Главным аргументом в пользу кандидатуры Нурсултана Абишевича был успешный опыт руководства огромной республикой в сочетании с глубоким знанием экономических и политических реалий. Немаловажно было и то, что Назарбаев хорошо понимал природу нашего многонационального государства». В последующем Горбачёв вспоминал, что планировал, что Назрбаев займёт пост главы правительства обновленного Союза, но эти планы были не реализованы из-за ГКЧП.
25 октября 1990 года Казахская ССР провозгласила суверенитет на своей территории как республика в составе СССР. После неудавшейся попытки государственного переворота в Москве в августе 1991 года, Казахская ССР 10 декабря изменила своё официальное название на «Республика Казахстан», а 16 декабря 1991 года Казахстан объявил независимость, став таким образом последней союзной республикой, провозгласившей независимость. Девять дней спустя сам Советский Союз прекратил своё существование.